# لوکاس بلوایوکس
لوکاس بلوایوکس (انگلیسی: Lucas Belvaux؛ زادهٔ ۱۴ نوامبر ۱۹۶۱) هنرپیشه، کارگردان فیلم، فیلم‌نامه‌نویس اهل بلژیک است. وی از سال ۱۹۸۰ میلادی تاکنون مشغول فعالیت بوده‌است.
از فیلم‌ها یا برنامه‌های تلویزیونی که وی در آن نقش داشته‌است می‌توان به کریسمس مبارک، زن هرجایی، قزل‌آلا، مادام بوواری، و فردا ما حرکت می‌کنیم اشاره کرد.